# The Truth and the Light
The Truth and the Light - Music from the X-Files es un álbum que combina fragmentos de la banda sonora instrumental de las primeras tres temporadas de The X-Files junto con porciones de diálogos de la serie. La música de la serie fue compuesta por Mark Snow y Jeff Charbonneau, aunque sólo Snow quien aparece en los créditos. Los instrumentos de cuerda y tambor son especialmente evidentes en la mayoría de las canciones, sin embargo, la música del álbum se puede describir mucho mejor como música ambiental y electrónica con tintes oscuros.

## Lista de canciones
| Pista | Título                                                                                | Traducción del título                         | Duración | Música                                             | Cita(s) |
| ----- | ------------------------------------------------------------------------------------- | --------------------------------------------- | -------- | -------------------------------------------------- | --- |
| 1     | Introitus: Praeceps Transito Spatium                                                  | Introducción: Rápido por a través del espacio | 1:51     |                                                    | |
| 2     | Materia Primoris: The X-Files Theme (Main Title)                                      | Tema principal                                | 3:22     |                                                    | |
| 3     | Raptus                                                                                | Rapto                                         | 3:16     | 1x79 Pilot                                         | 2x05 Duane Barry |
| 4     | Adelatus                                                                              | Un respiro                                    | 3:36     | 2x08 One Breath (23")                              | 3x01 The Blessing Way |
| 5     | Deverbero                                                                             | Basurero                                      | 1:28     | 2x22 F. Emasculata (15")                           | 2x10 Red Museum (35") |
| 6     | Cantus Excio                                                                          | Canto exaltado                                | 4:42     | 2x21 The Calusari (15",21",23")                    | |
| 7     | Mercutura                                                                             | Mercancía                                     | 3:23     | 1x13 Gender Bender (38"), 2x22 F. Emasculata (27") | 2x25 Anasazi (21", Bill Mulder) |
| 8     | Lamenta                                                                               | Lamento                                       | 1:48     | 1x22 Roland                                        | 2x06 Ascension, 2x22 F. Emasculata (26", Fox Mulder - "Why weren't we told the truth?", Cigarette Smoking Man - "The truth would have caused panic. Panic would have cost lives.", El Fumador - "What's the truth, Agent Mulder?") |
| 9     | Insequi                                                                               | Búsqueda                                      | 1:37     |                                                    | |
| 10    | Otium                                                                                 | Paz                                           | 1:43     | 1x03 Conduit                                       | |
| 11    | Dubitatio                                                                             | Incertidumbre                                 | 2:49     | 2x22 F. Emasculata (14",35")                       | 1x01 Deep Throat (Garganta profunda, Fox Mulder) |
| 12    | Iter                                                                                  | Itinerario                                    | 1:20     |                                                    | |
| 13    | Progigno De Axis                                                                      | Engendro del eje                              | 1:35     |                                                    | 2x25 Anasazi (40", Dana Scully - "Mulder, in these files I found references to experiments that were conducted here in the US by Axis-power scientists who were given amnesty after the war.")                                     |
| 14    | Carmen Amatorium Ex Arcanum                                                           | Canción secreta para amores únicos            | 2:38     |                                                    | 2x22 F. Emasculata (42", Walter Skinner - "I'm saying this as a friend. Watch your back. This is just the beginning.") |
| 15    | Facetus Malum                                                                         | Faceta maligna                                | 2:42     | 2x20 Humbug (12",20")                              | |
| 16    | Memoria                                                                               | Memoria                                       | 2:02     | 1x18 Shapes                                        | 3x01 The Blessing Way |
| 17    | Mitis Lumen                                                                           | Luz difusa                                    | 2:41     | 2x23 Soft Light (0",9",27",34")                    | 2x06 Ascension (Dana Scully - "Mulder!), 2x25 Anasazi (42", El Fumador - "Burn it!") |
| 18    | Fides Fragilis                                                                        | Fe frágil                                     | 1:35     | 1x23 The Erlenmeyer Flask                          | 2x16 Colony (0", Fox Mulder) |
| 19    | Exoptare Ex Veritas                                                                   | Desear la verdad                              | 1:30     |                                                    | 3x02 Paper Clip |
| 20    | Kyrie                                                                                 | La verdad                                     | 2:57     |                                                    | |
| 21    | The X-Files Theme (Flexifinger Terrestrial mix) (Sólo en la versión para Reino Unido) |                                               | 4:23     |                                                    | |